# Lake Buchanan
Lake Buchanan är en sjö i Australien. Den ligger i delstaten Queensland, omkring 980 kilometer nordväst om delstatshuvudstaden Brisbane. Arean är 40 kvadratkilometer. 
Omgivningarna runt Lake Buchanan är huvudsakligen savann. Trakten runt Lake Buchanan är nära nog obefolkad, med mindre än två invånare per kvadratkilometer. Genomsnittlig årsnederbörd är 586 millimeter. Den regnigaste månaden är februari, med i genomsnitt 149 mm nederbörd, och den torraste är augusti, med 9 mm nederbörd.